# Филиппинская плита

Филиппинская плита показана розовым цветом

Филиппинская плита — литосферная плита, 13-я по размерам на Земле, расположена под большей частью Филиппинского моря, захватывает северную часть о. Лусон.
На западной стороне следствием взаимодействия Филиппинской и Евразийской плит (пододвига первой под вторую) являются частые землетрясения и извержения вулканов. На островах, расположенных на евразийской стороне данной линейной зоны конвергенции насчитывается свыше 50 действующих и спящих вулканов. В линейной зоне на стыке данных плит расположен Филиппинский жёлоб.
На севере граничит на небольшом отрезке с Охотской плитой.
На восточной стороне под Филиппинскую плиту пододвигается Тихоокеанская плита и в линейной зоне на стыке обеих плит расположена Марианская впадина — самое глубокое место в Мировом океане.